# Mark 82
Mark 82 — це 500-фунтова (230 кг) некерована авіабомба звичайного (стандартного) спорядження з низьким аеродинамічним опором. Mk82 є частиною серії «Mark 80» Сполучених Штатів. Вибухова речовина зазвичай складається з трітоналу, хоча іноді використовуються й інші речовини. Корпус виготовляється зі сталі. Він заповнений 89 кг вибухівки. Mk 82 є боєголовкою для бомб із лазерним наведенням GBU-12, GBU-38 JDAM та JDAM-ER.

## Розробка та розгортання

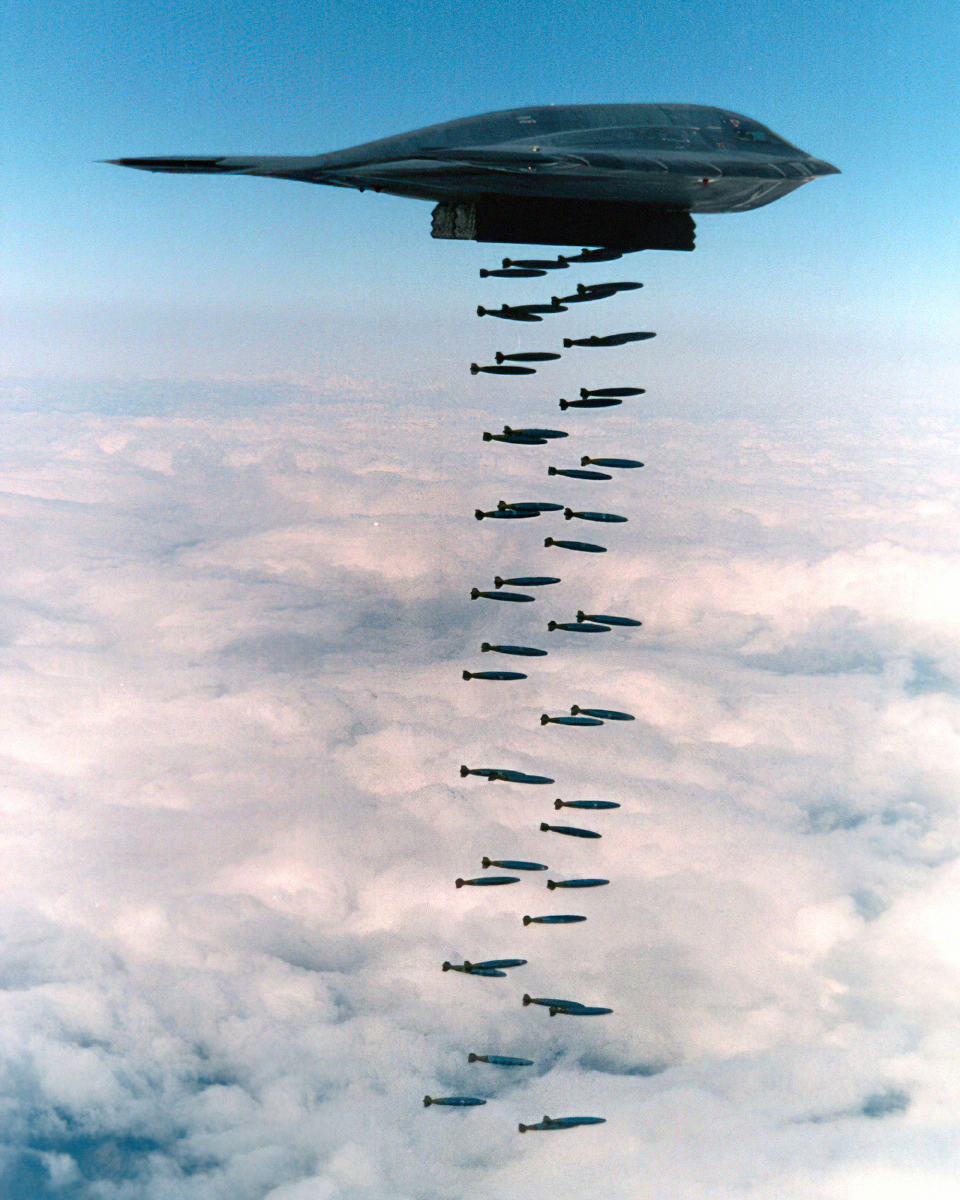
B-2 Spirit скидає бомби Mk82 у Тихий океан під час навчань у 1994 році поблизу Пойнт Мугу, Каліфорнія.

При номінальній вазі 500 фунтів (230 кг), це одна з найменших бомб, що використовується США, і одна з найпоширеніших авіабомб у світі. Хоча номінальна вага Mk82 становить 230 кг, її фактична вага змінюється залежно від конфігурації — від 230 до 260 кг. Mark 82 — це обтічний сталевий корпус, що містить 89 кг вибухової речовини трітонал. Mk82 пропонується з різними наборами стабілізаторів, детонаторів та гальмуючих пристроїв для різних цілей.
Mk82 є бойовою частиною для лазерних бомб GBU-12, GBU-38 JDAM та JDAM-ER.
На даний момент лише завод General Dynamics у Гарленді, Техас, та Nitro-Chem у Бидгощі, Польща, мають сертифікацію Міністерства оборони для виробництва бомб для збройних сил США.
Наразі Mk82 проходить незначну модернізацію, щоб відповідати вимогам щодо нечутливих боєприпасів, встановлених Конгресом.

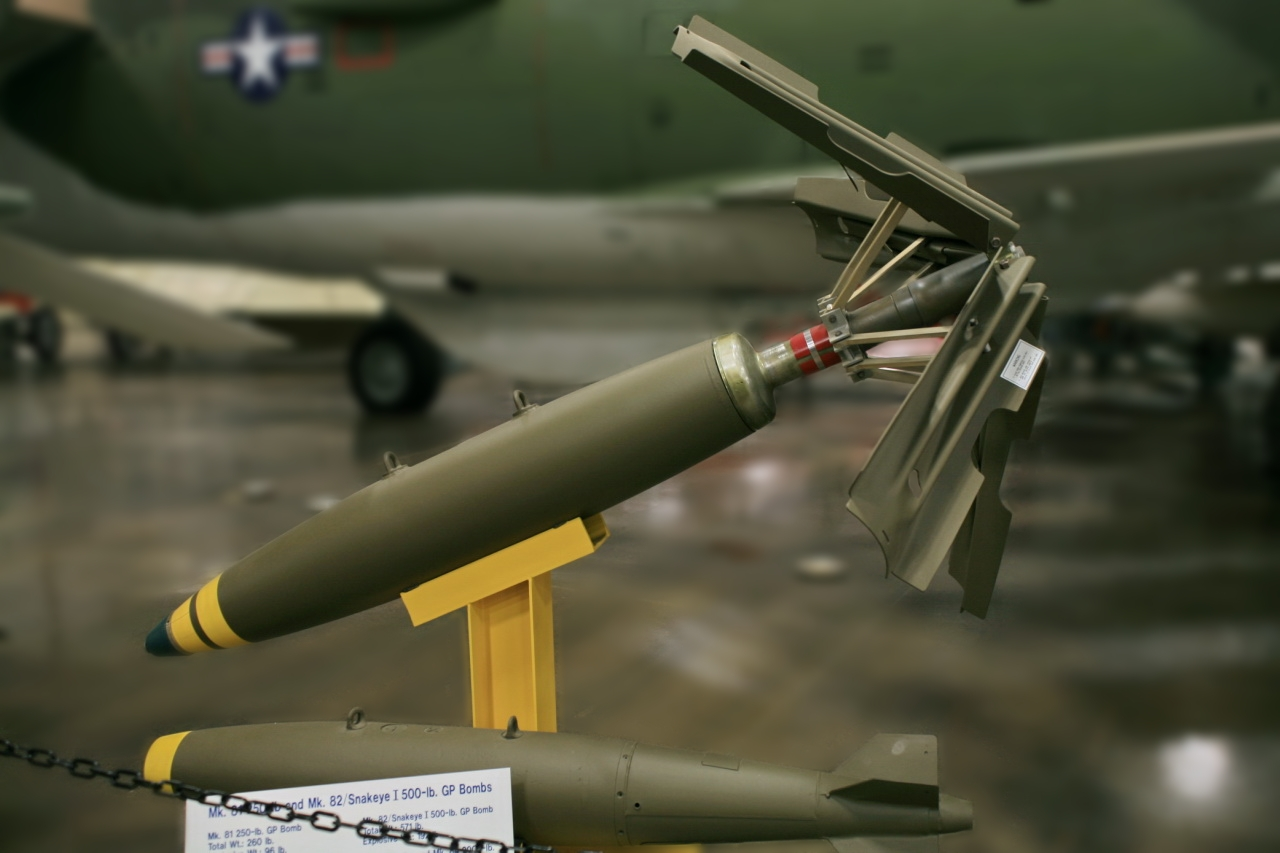
Mk82 з пристроєм затримки Snake Eye — на цій фотографії зображена бомба Mk82 без детонатора, яка є музейним експонатом у стандартному бойовому забарвленні. Для демонстрації показано додатковий комплект стабілізаторів високого опору Snake Eye, що використовуються для скидання на малій висоті.

Згідно з тестовим звітом, проведеним Радою з огляду безпеки вибухових систем ВМС США після пожежі на USS Forrestal у 1967 році, час передчасного вибуху для Mk82 становить приблизно 2 хвилини 30 секунд.
У 2010 році Франція запросила 1200 Mk82 від компанії Société des Ateliers Mécaniques de Pont-sur-Sambre (SAMP), яка виробляє Mk82 за ліцензією. 
У 2015 році Саудівська Аравія замовила 8000 Mk82 разом із наборами для наведення та іншими видами озброєння.
Разом з важчими бомбами Mark 84, бомби Mark 82 також постачалися для війни між Ізраїлем і ХАМАС у Газі. У липні 2024 року адміністрація Байдена відновила постачання 500-фунтових бомб до Ізраїлю, які були призупинені у травні через побоювання щодо великої кількості жертв серед цивільного населення у Газі.

### Бойове застосування
- Під час війни в Перській затоці на Ірак було скинуто понад 4 500 лазерних бомб GBU-12/Mk82[11].
- У серпні 2018 року бомбу Mark 82 було використано для саудівського авіаудару в Дах’яні, Ємен. Експерти з боєприпасів підтвердили, що номери на ній вказують на Lockheed Martin як виробника, а конкретна Mk82 була Paveway — лазерною бомбою[12].

#### Російсько-українська війна
Авіабомба Mark 82 використовується ПС ЗСУ в комплекті JDAM-ER починаючи з березня 2023 року.
Щонайменше 4 було скинуто 26 квітня 2023 року в Бахмуті на багатоповерхівку, яку контролювали російські окупанти. А також 13 серпня 2024 року по російському командному пункту в Тьоткіно, Курська область.

## Доставка на малій висоті
При бомбардуванні на малій висоті існує ризик, що літак-носій може зазнати пошкоджень від вибуху та уламків власних боєприпасів, оскільки літак і бомба прибувають до цілі майже одночасно. Для вирішення цієї проблеми стандартна бомба Mk82 може бути оснащена спеціальним хвостовим блоком з високим опором. У цій конфігурації вона називається Mk82 Snake Eye. Хвостовий блок має чотири складені стабілізатори, які розкриваються у хрестоподібну форму після скидання бомби, уповільнюючи її шляхом збільшення опору. Це дозволяє літаку-носію безпечно пролетіти над ціллю до того, як бомба вразить її.

## Варіанти
- BLU-111/B – корпус Mk82, заповнений PBXN-109 (замість складу H-6); загальна вага – 218 кг[17]. PBXN-109 є менш чутливою вибуховою речовиною у порівнянні з H-6[18]. BLU-111/B також є бойовою частиною для версії A-1 Joint Stand-Off Weapon.
- BLU-111A/B – використовується ВМС США[19]. Це BLU-111/B з додатковим термозахисним покриттям для зменшення ризику вибуху під час пожеж (пов'язаних із паливом)[18].
- BLU-126/B – розроблена на запит ВМС США для зменшення супутніх збитків під час авіаударів. Поставки цього типу почалися в березні 2007 року. Відома також як бомба з низьким рівнем супутніх пошкоджень (англ. Low Collateral Damage Bomb (LCDB)), BLU-126/B є версією BLU-111 з меншим вибуховим зарядом. Інертний баласт додається для збереження оригінальної ваги BLU-111, що забезпечує таку саму траєкторію при скиданні[20].
- BLU-129/B – версія Mark 82 ПС США з композиційним корпусом боєголовки, який розпадається під час детонації, щоб мінімізувати осколки, зменшуючи пошкодження прилеглих структур і знижуючи ймовірність супутнього збитку[21]. Композитна оболонка з вуглецевого волокна дозволяє втричі зменшити супутні пошкодження, зберігаючи невеликий радіус вибуху, тоді як корпус із вмістом вольфраму має більшу летальність у межах цього радіусу. Вступила на озброєння в 2011 році, і до початку 2015 року було вироблено близько 800 одиниць. ПС США планують відновити виробництво для внутрішнього та міжнародного використання[22][23].
- Mark 62 Quickstrike mine – морська міна, яка є переробленою версією бомби Mark 82[24].
- Mark 82 Mod 7 – найближче рішення для заміни касетних бомб, яке передбачає заміну кованого сталевого корпусу на цільний «литий ковкий залізний» корпус бойової частини з переналаштованими місцями вибуху та детонації, що дозволяє розсіювати залізні уламки на великій площі для виконання завдань по ураженню територій з меншою ймовірністю появи нерозірваних боєприпасів. Мала надійти на озброєння до 2018 року[25][26].
- MK82-T (Tendürek) – Турецький варіант Mk82 з термобаричною бойовою частиною, може бути оснащений місцевими комплектами наведення HGK, LGK і KGK.